# Anaphiloscia sicula
Anaphiloscia sicula is een pissebed uit de familie Philosciidae. De wetenschappelijke naam van de soort is voor het eerst geldig gepubliceerd in 1935 door Arcangeli.